# Taurèsium
Taurèsium (en llatí: Tauresium en grec antic: Ταυρήσιον) va ser una ciutat de la Mèsia Superior, a la riba de l'Haemus, prop de Scupi, (en grec Σκοῦποι) o Justiniana Prima. A Taurèsium hi va néixer l'emperador romà d'Orient Justinià I.